# Astragalus papillosus
Astragalus papillosus är en ärtväxtart som beskrevs av Dieter Podlech. Astragalus papillosus ingår i släktet vedlar, och familjen ärtväxter. Inga underarter finns listade i Catalogue of Life.